# 1925년 전조선정구선수권대회
1925년 전조선정구선수권대회는 전조선정구선수권대회의 1925년 시즌 정구 대회이다. 1925년 9월 13일에 일제강점기 조선 경기도 경성부에 있는 휘문고등보통학교 운동장에서 개최되었다.

## 경기장
| 경기장                  | 도시 | 좌석 | 수용 | 비고 |
| ----------------------- | ---- | ---- | ---- | ---- |
| 휘문고등보통학교 운동장 | 경성 |      |      |      |

## 참가 선수
| 선수           | 참가 자격                   | 비고 |
| -------------- | --------------------------- | ---- |
| 박영배, 손관선 | 경상 지역 예선 우승         |      |
| 오신건, 이하영 | 평안 및 황해 지역 예선 우승 |      |
| 이봉우, 최석편 | 전라 지역 예선 우승         | 광주 |
| 장원진, 정규창 | 경기 지역 예선 우승         |      |
| 소야, 야촌     | 강원 및 함경 지역 예선 우승 |      |
| 전중, 진기     | 충청 지역 예선 우승         | 대전 |

## 예선
강원 및 함경, 경기, 경상, 전라, 충청, 평안 및 황해 등 6개 지역으로 나눠 예선이 진행되었다. 경기 지역 예선은 1925년 8월 20일까지 참가 신청을 받은 후 1925년 8월 30일과 31일에 경성부에서 경기가 진행되었다. 경기 외 지역 예선은 1925년 8월 10일까지 참가 신청 접수를 받은 후, 대구부(경상 지역 예선), 원산부(강원 및 함경 지역 예선), 익산군(전라 지역 예선), 청주군(충청 지역 예선), 평양부(평안 및 황해 지역 예선)에서 예선 대회가 진행되었다.
1925년 8월 23일 11시부터 14시까지 평양부에 있는 조선식산은행 코트에서 진행된 평앙 및 황해 지역 예선은 오신건, 이하영 조가 우승하며 본선 진출권을 획득했다. 1925년 8월 23일에 대구부에 있는 대구운동협회 코드에서 진행된 경상 지역 예선은 28개 조가 참가한 가운데 박영배, 손관성 조가 우승하여 본선 진출권을 획득했다. 1925년 8월 23일에 청주군에서 진행된 충청 지역 예선은 대전중학 소속 전중, 진기 조가 우승하며 본선 진출권을 획득했다. 1925년 8월 23일 10시에 익산군에 있는 이리철도 코트에서 진행된 전라 지역 예선은 30여개 조가 참가하여 결승에서 광주군의 이봉우, 최석편 조가 군산부의 김석조, 김영건 조를 4:0으로 이기며 본선 진출권을 획득했다. 1925년 8월 31일에 경성부에 있는 선린상업학교 코트에서 진행된 경기 지역 예선은 결승에서 장원진, 정규창 조가 김치순, 박피득 조를 4:3으로 이기며 본선 진출권을 획득했다.

## 본선
지역별 예선을 거쳐 본선에 진출한 6개 복식조가 참가하여 오신건, 이하영 조가 우승을 차지했다.

## 참고 문헌
- 대한체육회 100주년 기념사업부 (2020). 《대한민국 체육 100년》. 대한체육회.
- 《대한민국 체육 100년 Ⅰ 통사 (민족과 함께 한 대한민국 체육 100년)》. 대한체육회. 2020.
- 《대한민국 체육 100년 Ⅱ 민족의 구심체, 조선체육회 (1920~1945)》. 대한체육회. 2020.
- 《대한민국 체육 100년 Ⅲ 세계를 향한 도전 (1945~1980)》. 대한체육회. 2020.
- 《대한민국 체육 100년 Ⅳ 스포츠로 꽃피운 대한민국 (1981~2000)》. 대한체육회. 2020.
- 《대한민국 체육 100년 Ⅴ 스포츠강국을 넘어 선진국으로(2001~2020)》. 대한체육회. 2020.
- “個人打擊最高率(개인타격최고율)은 培材軍(배재군)의張炳善君(장병선군)이獲得(획득)”. 조선일보. 1925년 7월 8일.
- “軟式庭球(연식정구) 選手權大會(선수권대회)”. 동아일보. 1925년 7월 9일.
- “庭銶選手權豫選(정구선수권예선)”. 조선일보. 1925년 8월 8일.
- “朝鮮選手權獲得者(조선선수권획득자) 日本派遺(일본파유)을決定(결정) 庭協交涉(정협교섭)의決果(결과)로”. 조선일보. 1925년 8월 9일.
- “庭協主催選手權(정협주최선수권) 中央豫選大會(중앙예선대회)”. 조선일보. 1925년 8월 19일.
- “全朝鮮庭球大會(전조선정구대회) 西道庭球豫選(서도정구예선)”. 동아일보. 1925년 8월 25일.
- “庭球選手權(정구선수권) 地方豫選結果(지방예선결과)”. 조선일보. 1925년 8월 25일.
- “全朝鮮庭球大會(전조선정구대회) 西道庭球豫選(서도정구예선)”. 동아일보. 1925년 8월 25일.
- “庭球選手權(정구선수권) 地方豫選結果(지방예선결과)”. 조선일보. 1925년 8월 25일.
- “全朝鮮庭球大會(전조선정구대회) 慶南豫選大會(경남예선대회) 優勝(우승)은孫朴組(손박조)”. 동아일보. 1925년 8월 26일.
- “忠清代表選手(충청대표선수)는 大田中學辰已組(대전중학진이조)에”. 조선일보. 1925년 8월 26일.
- “全羅道豫選戰(전라도예선전) 優勝(우승)은光州李崔組(광주이최조)에”. 동아일보. 1925년 8월 27일.
- “庭球選手權(정구선수권) 京畿豫選(경기예선) 善隣校(선린교)에서開催(개최)”. 동아일보. 1925년 8월 30일.
- “中央豫選經過(중앙예선경과)”. 조선일보. 1925년 9월 2일.
- “庭球選手權大會(정구선수권대회)”. 조선일보. 1925년 9월 6일.
- “全朝鮮選手權(전조선선수권) 庭球大會(정구대회)”. 동아일보. 1925년 9월 13일.
- “停刊中(정간중)의社會相(사회상)(一(일))”. 조선일보. 1925년 10월 20일.